# Stormo
Stormo är en fäbod i Åsbygge fjärdning, Leksands socken och kommun.
Fäboden omtalas i fäbodinventeringen 1663-64 under namnet "Stoormoor" med en brukare från Västberg och tre från Sätra. Vid storskiftet på 1820-talet var fem nominati delägare i fäboden, alla med åkermark och fem stugor. Delägarna var bosatta i Västberg, Björkberg och Överboda. Sista fäbodvistelse ägde rum 1925. Ännu på 1980-talet fanns fyra fäbodgårdar och fem stugor bevarad vid fäbodstället.